# اختلال قناة أستاكيوس
يُعرَّف ضعف قناة أستاكيوس (ETD) بأنه ناتج عن اختلالات في الضغط في الأذن الوسطى والتي تؤدي إلى ظهور الأعراض.

## العلامات و الأعراض
تشمل الأعراض الامتلاء السمعي، والشعور بالضغط في الأذن (الأذنين) المتأثرة، والشعور بأن الأذن المصابة مسدودة، و شعور الطقطقة، وآلام الأذن، وطنين الأذن، والوهمية الذاتية (حس صوت الذات)، والسمع المكتوم.